# 유혹 (1982년 영화)
"유혹"은 1982년에 개봉한 대한민국의 영화이다.

## 캐스팅
- 강신성일
- 정영숙
- 임동진
- 김형자
- 한소룡
- 윤유선
- 이재학
- 정민섭